# Xbox Game Pass

Xbox-Game-Pass-Logo

PC-Game-Pass-Logo

Xbox Game Pass (die PC-Version: PC Game Pass) ist ein Abonnement-Dienst von Microsoft für Videospiele und kann mit der Xbox One, Xbox Series und Microsoft Windows ab Version 10 verwendet werden. Der Dienst gewährt Nutzern Zugang zu einem Katalog von Spielen verschiedener Anbieter zu einem einzigen monatlichen Abonnementpreis. Der Dienst wurde am 1. Juni 2017 gestartet, während Xbox-Live-Gold-Abonnenten am 24. Mai 2017 vorrangigen Zugang erhielten.
Im Januar 2022 hatte der Dienst 25 Millionen Abonnenten weltweit. Derzeit sind es etwa 34 Millionen Abonnenten (Stand: Februar 2024).

## Geschichte
Am 28. Februar 2017 kündigte Microsoft das Debüt des Xbox Game Pass an und stellte einen begrenzten Katalog von Spielen zur Verfügung, um ausgewählte Mitglieder der Xbox Insider-Community für Tests und Feedback zu befragen. Später im zweiten Quartal 2017 wurde der Dienst für Spieler, die Xbox Live Gold abonnieren, und dann für die allgemeine Benutzergruppe geöffnet. Ein Xbox-Live-Gold-Abonnement ist für den Xbox Game Pass nicht erforderlich, aber es ist für alle Online-Multiplayer-Inhalte erforderlich, die die Spiele im Katalog enthalten können.
Im Rahmen der Pressekonferenz von Microsoft zur Electronic Entertainment Expo 2017 kündigte Microsoft an, dass ausgewählte Xbox-Titel über eine neue abwärtskompatible Funktion verfügbar gemacht werden, ähnlich derjenigen für Xbox-360-Titel. In einem späteren Interview erklärte Phil Spencer, dass einige dieser Spiele auch den Weg zum Game Pass finden könnten.
Am 23. Januar 2018 kündigte Microsoft eine Erweiterung des Game Pass’ an, bei der First-Party-Titel am Katalogeintragstag des Spiels im Einzelhandel erscheinen würden. Sea of Thieves war der erste neue Titel, der auf Game Pass am 20. März 2018 erschien. Crackdown 3, State of Decay 2 und Forza Horizon 4 würden ebenfalls beim Start hinzugefügt, obwohl ihre Starttermine zu diesem Zeitpunkt noch nicht bekannt gegeben wurden, und zukünftige Versionen in bestehenden Microsoft-Franchises, wie Halo und Gears of War, würden ebenfalls bei ihrer Veröffentlichung hinzukommen. Darüber hinaus werden ausgewählte ID@Xbox-Titel an ihren Veröffentlichungsdaten dem Dienst hinzugefügt, wobei der erste davon Robocraft Infinity ist.
Phil Spencer hat erklärt, dass Microsoft mit dem Xbox Game Pass beabsichtigt, es auf vielen Geräten, auch auf denen der Konkurrenten, verfügbar zu machen. Spencer sagte: „Wir wollen den Game Pass auf jedes Gerät bringen, auf dem jemand spielen will […] Nicht nur, weil es unser Geschäft ist, sondern auch, weil das Geschäftsmodell es den Nutzern ermöglicht, Spiele zu kaufen und zu finden, die sie in keinem anderen Ort gespielt hätten.“ Microsoft kündigte im Mai 2019 an, dass der Xbox Game Pass für Windows-10-Computer erhältlich sein wird, der bei seinem Start über 100 Spiele aus den eigenen Studios und Drittanbietern mitbringt.
Am 18. April 2019 kündigte Microsoft Xbox Game Pass Ultimate an, eine neue Stufe, die sowohl Game Pass als auch Xbox Live Gold in einem einzigen Abonnementpaket vereint. Es stand Xbox-Insidern noch am gleichen Tag zum Testen zur Verfügung, während die öffentliche Version am 9. Juni 2019 gestartet hat. Am 9. Juni 2019 kündigte Microsoft an, dass Game Pass für PC in der Open-Beta-Version erscheinen würde, und diese würde auch in Ultimate enthalten sein.
Am 15. September 2020 wurde mit Cloud gaming with Xbox Game Pass Ultimate ein Cloud-Gaming-Dienst in den Xbox Game Pass Ultimate integriert.
Am 9. September 2020 wurde bekannt gegeben, dass EA Play (ehemals EA Access) ab dem 10. November 2020 in den Xbox Game Pass integriert wird.
Am 17. Juli 2023 wurde der Xbox Game Pass Core bekanntgegeben.

## Aufbau
Der Xbox Game Pass ähnelt den bestehenden abonnementbasierten Videospieldiensten EA Play von Electronic Arts und PlayStation Now des Konkurrenten Sony. Der Abonnementkatalog enthielt beim Launch mehr als 100 Spiele, wobei dem Katalog von Zeit zu Zeit Spiele hinzugefügt und manchmal auch wieder entzogen werden. Xbox Game Pass ermöglicht es dem Spieler, das komplette Spiel auf die Konsole herunterzuladen; laut dem Leiter von Xbox, Phil Spencer, wurde dies getan, um den Spielern „ein kontinuierliches, originalgetreues Gameplay zu bieten, ohne sich um Streaming-, Bandbreiten- oder Verbindungsprobleme kümmern zu müssen“. Im Gegensatz zu EA Play bietet der Xbox Game Pass Spiele von einer Vielzahl von Publishern, wie Namco, Capcom, WB Games, 2K Games, Bethesda Softworks und Spiele der First-Party-Entwickler der Xbox Game Studios.
Der Dienst enthält ausgewählte Spiele für Xbox One sowie ausgewählte Spiele der Xbox 360 und Xbox, mit denen die Xbox One, aber auch die Xbox Series X/S, abwärtskompatibel ist. Es gibt keine Begrenzung der Anzahl der Spiele, die ein Spieler herunterladen und auf seinen Konsolen installieren kann, außer der Menge des für die Konsole verfügbaren Speicherplatzes. Solange ein Spiel im Katalog bleibt, steht es den Abonnenten zum unbegrenzten Download und Spielen zur Verfügung. Spieler können Spiele im Katalog mit einem Rabatt von 20 Prozent und alle damit verbundenen Zusatzinhalte für diese Spiele mit einem Rabatt von 10 Prozent erwerben. Der ermäßigte Preis ist nur während des Spiels im Katalog verfügbar und gilt nur für das jeweilige Spiel; zum Vergleich gilt der EA Play 10-Prozent-Abonnentenrabatt für alle von EA veröffentlichten Inhalte, nicht nur für Inhalte im Abonnementkatalog. Spiele des Dienstes können gespielt werden, während die Konsole offline ist, jedoch nicht länger als 30 Tage, bevor sie sich wieder verbinden muss, um ein aktives Abonnement zu überprüfen.
Wird ein Spiel aus dem Game Pass entfernt oder beendet der Spieler sein Abonnement, wird der Zugang gesperrt, bis der Spieler das Spiel kauft oder sein Abonnement verlängert, aber sein Fortschritt im Spiel wird in der Zwischenzeit gespeichert. Wenn es sich bei dem Spiel um einen Xbox-360-Titel handelt, ist er rückwärtskompatibel und muss auf Xbox One verwendet werden; er kann nicht auf die Xbox-360-Konsole eines Spielers heruntergeladen werden, es sei denn, der Spieler entscheidet sich für den Kauf.

### Cloud Gaming über den Xbox Game Pass Ultimate
Am 15. September 2020 wurde ein neuer Dienst gestartet, der den Abonnenten des Xbox Game Pass Ultimate ermöglicht, Videospiele der Xbox auch auf dem Smartphone und Tablet zu spielen. Ausgewählte Spiele unterstützen dabei die Steuerung über den Touchscreen. Beim Start des Dienstes sind über 150 Spiele aus dem Angebot des Xbox Game Pass auswählbar.

### EA Play
Im September 2020 wurde bekannt gegeben, dass EA Play ohne zusätzliche Kosten im Dezember 2020 dem Xbox Game Pass Ultimate hinzugefügt wird und somit rund 60 Spiele verfügbar sind.

## Verfügbarkeit
Der Xbox Game Pass ist in Argentinien, Australien, Belgien, Brasilien, Chile, Dänemark, Deutschland, Finnland, Frankreich, Griechenland, Hongkong, Indien, Irland, Israel, Italien, Mexiko, den Niederlanden, Neuseeland, Norwegen, Österreich, Polen, Portugal, Russland, Saudi-Arabien, Singapur, der Slowakei, Südafrika, Südkorea, Schweden, der Schweiz, Spanien, Taiwan, der Türkei, den Vereinigten Arabischen Emiraten, Großbritannien und den USA erhältlich.